# Corcovadói-öböl
A Corcovadói-öböl (spanyolul: Golfo de Corcovado) egy a Chiloé-szigetet és Chile kontinentális partjait elválasztó nagy kiterjedésű tengeröböl. Közigazgatásilag Los Lagos és Aysén régiók osztoznak rajta. Geológiai értelemben egy medence (foreland basin), melyet a negyedidőszak gleccserei vájtak ki. A Chiloé-szigetek tagjainak többsége az öbölben található. A terület közel fekszik a Chiloé Nemzeti Parkhoz. Kék bálnák jelentős populációi élnek itt, melyek létét veszélyeztetik a halászat fellendítése érdekében Észak-Amerikából betelepített és farmokon tenyésztett lazacok. Számos más faj mellett megtalálhatók itt a kardszárnyú delfinek is.

## Fordítás
- Ez a szócikk részben vagy egészben  a   Gulf of Corcovado című angol Wikipédia-szócikk ezen változatának fordításán alapul.  Az eredeti cikk szerkesztőit annak laptörténete sorolja fel. Ez a jelzés csupán a megfogalmazás eredetét és a szerzői jogokat jelzi, nem szolgál a cikkben szereplő információk forrásmegjelöléseként.
- Ez a szócikk részben vagy egészben  a   Golfo del Corcovado című olasz Wikipédia-szócikk ezen változatának fordításán alapul.  Az eredeti cikk szerkesztőit annak laptörténete sorolja fel. Ez a jelzés csupán a megfogalmazás eredetét és a szerzői jogokat jelzi, nem szolgál a cikkben szereplő információk forrásmegjelöléseként.

## Bibliográfia
- Carolyn McCarthy et al, Cile e Isola di Pasqua, Torino, EDT/Lonely Planet, 2009. ISBN 978-88-6040-387-2